# Sobrado da praça Arthur Sampaio
O Sobrado da da Praça Arthur Sampaio é uma construção do século XIX localização à margem direita do Rio Jaguaripe, entre a Ponte Eunápio Pelthier de Queiroz e a Praça Artur Sampaio, situado na região central de Nazaré.

## Características
A construção histórica apresenta planta retangular recoberta por telhado de quatro águas, desenvolvido em dois pavimentos. A planta do andar nobre é do tipo corrente, com circulação central para onde se abrem quartos e alcovas e grandes salões nas extremidades. O térreo, originalmente destinado a depósito, foi adaptado para outras funções, e no andar superior, o corredor central foi também transformado.
As duas fachadas principais são emolduradas por cunhais almofadados e cornija. Um friso marca a separação dos dois pavimentos. Todos os vãos têm vergas abauladas. As portas e janelas do pavimento térreo são superpostas por óculos circulares que complementam a iluminação e ventilação do antigo depósito. As janelas do pavimento nobre têm cercaduras em argamassa e esquadrias duplas. Possui acesso fluvial e terrestre. A fachada, voltada para o Rio Jaguaripe, possui, ao nível do térreo, porta central com escadaria de acesso ao rio ladeada por dez janelas, todas superpostas por igual número de vãos no sobrado. O pavimento superior conserva o forro plano de madeira e assoalho original.
|  |  |  |